# Cratere Kirkwood
Kirkwood è un cratere lunare di 68,12 km situato nella parte nord-orientale della faccia nascosta della Luna.
Il cratere è dedicato all'astronomo statunitense Daniel Kirkwood.

## Crateri correlati
Alcuni crateri minori situati in prossimità di Kirkwood sono convenzionalmente identificati, sulle mappe lunari, attraverso una lettera associata al nome.
| Kirkwood | Coordinate             | Diametro (in km) |
| -------- | ---------------------- | ---------------- |
| T        | 68°59′24″N 165°15′36″W | 18,61            |
| Y        | 71°41′24″N 157°41′24″W | 17,21            |